# عبد الرحمن صالح (لاعب كرة قدم مواليد 1986)
عبد الرحمن صالح (8 سبتمبر 1986 سلطنة عمان سلطنة عمان - ) هو لاعب كرة قدم عماني يلعب كمدافع.

## روابط خارجية
- عبد الرحمن صالح على موقع الاتحاد الدولي (مؤرشف)  (الإنجليزية)
- عبد الرحمن صالح على موقع قاعدة بيانات كرة القدم.إي يو (الإنجليزية)
- عبد الرحمن صالح على موقع ناشيونال فوتبول تيمز (الإنجليزية)
- عبد الرحمن صالح على موقع Soccerway.com (الإنجليزية)
- عبد الرحمن صالح على موقع كووورة